# Quebra Azul
Quebra Azul é o primeiro álbum de estúdio do grupo musical carioca Baleia, lançado em 2 de outubro de 2013 pela Disco Maravilha. É o primeiro trabalho da banda onde músicas autorais são apresentadas, sob fortes influências da música erudita, do jazz e do rock progressivo, trazendo uma sonoridade rica em experimentação. Segundo os integrantes, o álbum conceitual percorre do início ao fim como as horas do dia, onde a primeira faixa, "Casa", representa a manhã, e a última faixa, "Despertador", representa a noite.

## Faixas
| N.º            | Título                        | Duração |  |
| 1.             | "Casa"                        | 2:58    |  |
| 2.             | "Motim"                       | 4:46    |  |
| 3.             | "Furo"                        | 5:13    |  |
| 4.             | "Jiraiya"                     | 4:18    |  |
| 5.             | "In"                          | 5:12    |  |
| 6.             | "Sangue do Paraguai (Furo 2)" | 4:16    |  |
| 7.             | "Breu"                        | 3:51    |  |
| 8.             | "Despertador"                 | 10:37   |  |
| Duração total: | Duração total:                | 41:14   |  |

## Pessoal
- Sofia Vaz - vocais[6]
- Felipe Ventura - letras[6]
- Bruno Giorgi - produção[6]
- Lucas Ariel - produção[6]